# Commonwealth Railways

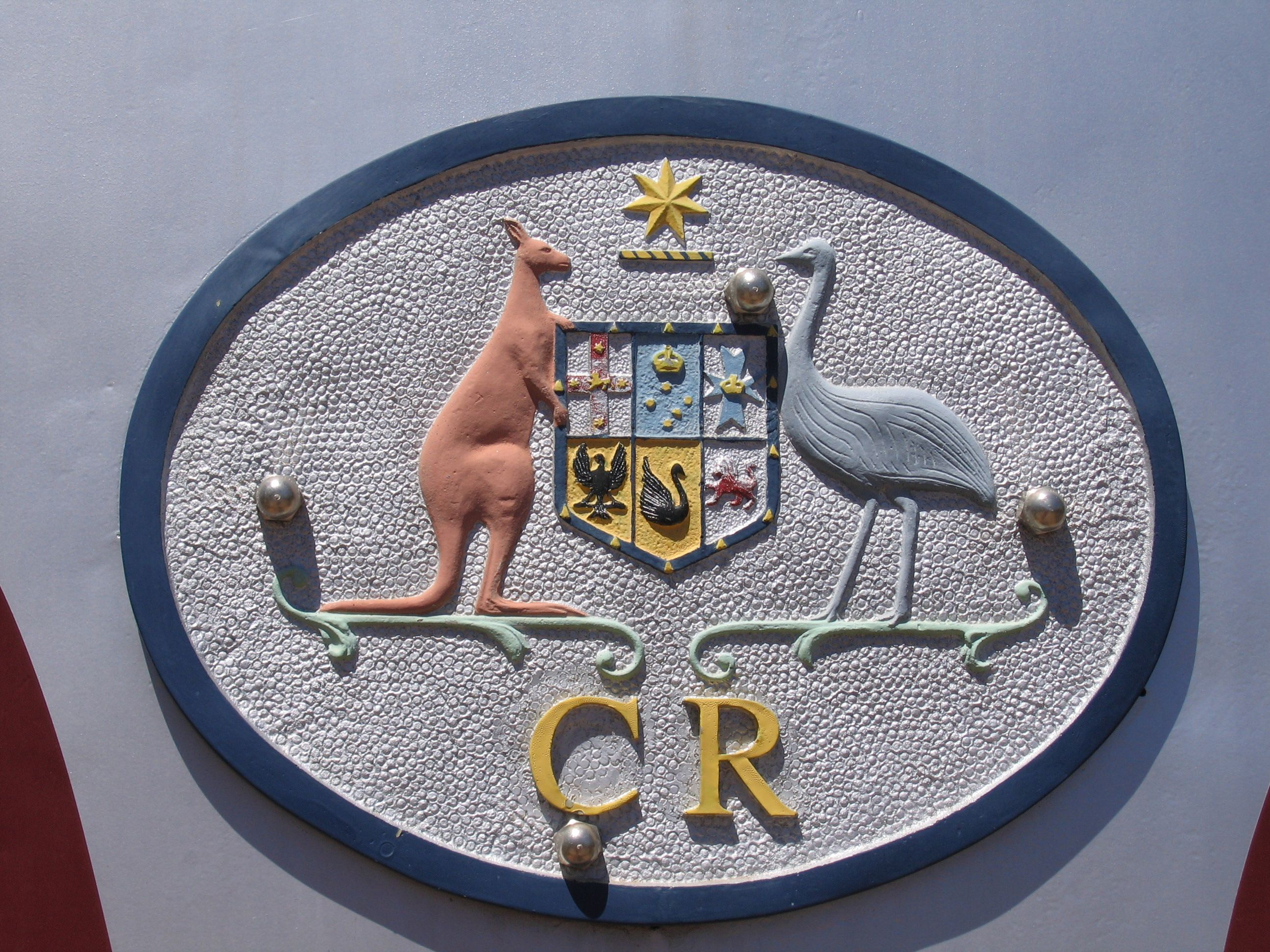
Wappen der Commonwealth Railways

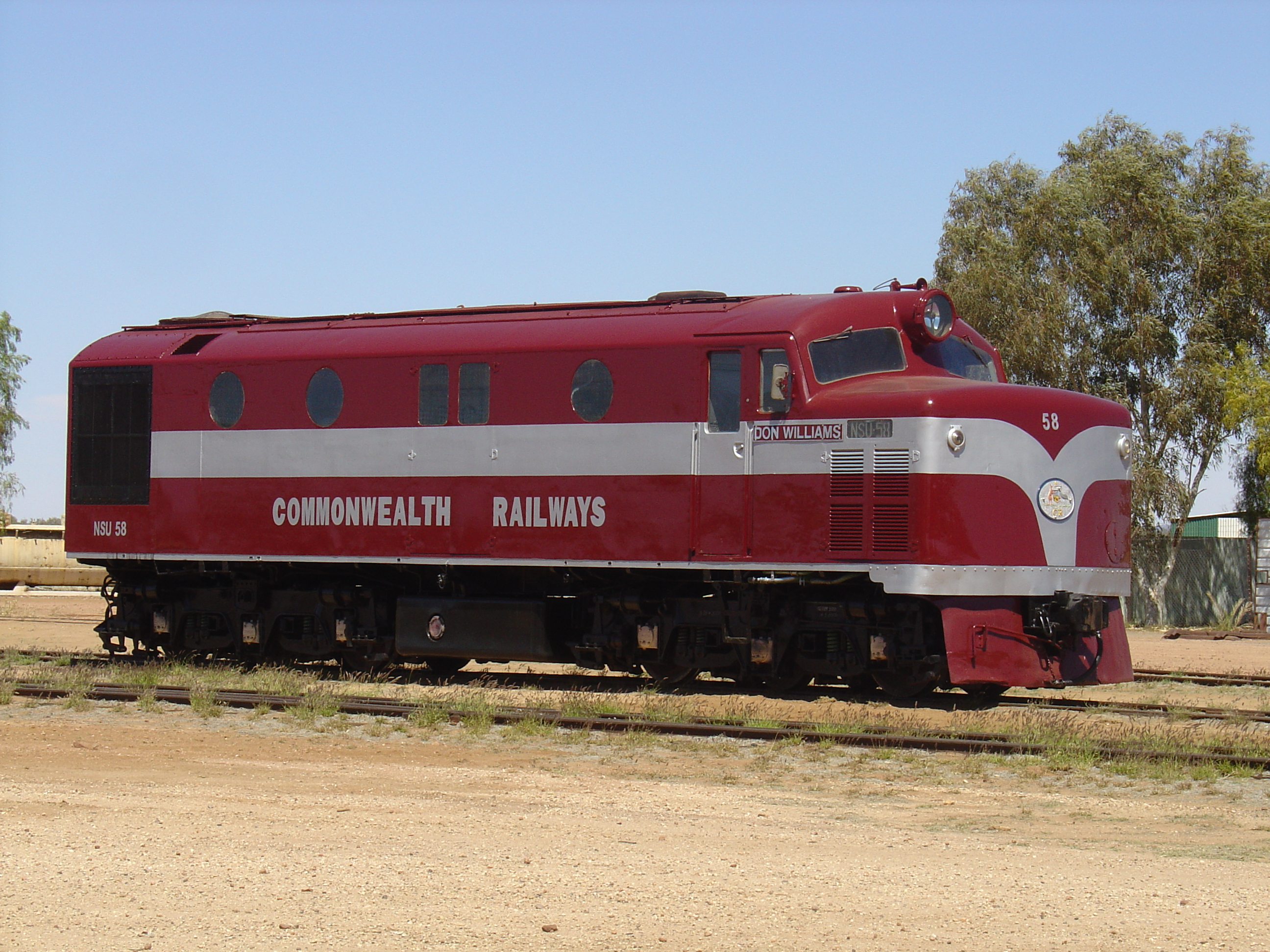
Lokomotive der NSU Class im Old Ghan Museum in Alice Springs

Die Commonwealth Railways waren eine Eisenbahngesellschaft, die im Eigentum des Australischen Bundes stand.

## Gründung
1901 schlossen sich die sechs bis dahin autonomen australischen Kolonien zu dem Bundesstaat Australien zusammen. Bedingung für den Beitritt des relativ isoliert liegenden Bundesstaates Western Australia war die Zusage, dass der Bund eine Eisenbahn bauen würde, die das Siedlungszentrum der Kolonie um ihre Hauptstadt Perth mit den im Süden und Osten des Kontinents gelegenen anderen Siedlungszentren des neuen Staates verbände.
1911 wurde das Gesetz über den Bau der Transaustralischen Eisenbahn erlassen und – um es umsetzen zu können – 1912 wurden für deren Bau und späteren Betrieb die Commonwealth Railways gegründet.

## Infrastruktur
Die Transaustralische Eisenbahn zwischen Port Augusta und Kalgoorlie ging 1917 in Betrieb. Sie wurde in Normalspur errichtet und war somit zwischen der Eisenbahn von Western Australia und der Great Northern Railway, beide damals in Kapspur, ein Inselbetrieb. Deshalb wurde die Strecke 1937 bis Port Pirie verlängert, wo direkt Anschluss an das 1600-mm-Netz der Südaustralische Eisenbahn bestand und damit ein Umsteige- oder Umladevorgang entfiel.
Zum Anfangsbestand der Commonwealth Railways zählte auch die bis dahin Great Northern Railway genannte Kapspur-Bahn zwischen Port Augusta und (damals) Oodnadatta, deren Eisenbahninfrastruktur von der Eisenbahn von South Australia übernommen wurde. Sie wurde in Zentralaustralische Eisenbahn (Central Australien Railway – CAR) umbenannt, aber noch bis 1926 von der Bahn von South Australia betrieben. Die Commonwealth Railways verlängerten sie 1929 bis Alice Springs.
1914 eröffneten die Commonwealth Railways die Australian Capital Territory Railway, eine nur acht Kilometer lange Bahnstrecke, die die australische Bundeshauptstadt Canberra, ein Bundesterritorium, in gleicher Spurbreite an das normalspurige Netz der benachbarten Eisenbahn in New South Wales anschloss. Lediglich die Eisenbahninfrastruktur gehörte den Commonwealth Railways, der Fahrbetrieb wurde immer von der Eisenbahn von New South Wales durchgeführt.
1918 übernahmen die Commonwealth Railways die Nordaustralische Eisenbahn aus der Verwaltung des Northern Territory, das ebenfalls der Bundesregierung unterstand. Die Bahn wurde bis 1929 nach Birdum verlängert.
1951 warb die „Commonwealth Railways“ in großem Umfang in Übersee um Arbeitskräfte auch in Deutschland, von wo 1000 Arbeitskräfte erhofft wurden, darunter etwa 200 Facharbeiter.
1957 wurde der Abschnitt der Great Northern Railway zwischen Port Augusta und Marree durch eine normalspurige Neubaustrecke ersetzt. Grund waren die erheblichen Kohletransporte aus Leight Creek und die topographisch dafür ungünstige Führung der historischen Strecke.
1968 wurde das Gleis der Transaustralischen Eisenbahn zwischen Kalgoorlie und Perth mit einer dritten Schiene für die Normalspur versehen.
1970 wurde das Normalspurgleis zwischen Port Pirie und Broken Hill in Betrieb genommen. Damit war die transkontinentale Verbindung Perth – Sydney erstmals durchgehend befahrbar, der Indian Pacific nahm als „Paradezug“ der Commonwealth Railways seinen Betrieb auf.
1975 wurden die Commonwealth Railways in die neu gegründete Australian National überführt.

## Rollmaterial
1936 war die Gesellschaft im Besitz von 105 Lokomotiven, zwei Triebwagen, 67 Personenwagen, 14 Gepäckwagen und über 1000 Güterwagen.

## Verkehr
Die Commonwealth Railways waren ein integriertes Eisenbahninfrastruktur- und Eisenbahnverkehrsunternehmen. Zu ihren bekanntesten Angeboten gehörten
- Tea and Sugar, seit 1913 (Versorgungszug für die Mitarbeiter und Anwohner entlang der Transaustralischen Eisenbahn)
- Trans-Australian, seit 1917 (eingestellt 1991)
- The Ghan, übernommen 1926 von der Südaustralischen Eisenbahn
- Indian Pacific, seit 1970

Darüber hinaus wurden weitere Verbindungen und vor allem Güterverkehr betrieben.